# Черна панделка
Черната панделка е символ на възпоменание или траур. Често се носи или се излага публично, за да изрази утеха.
Подобно на черната лента, която се носи на ръката, черната панделка е публична демонстрация на скръб. Отделни лица или организации носят или показват черна панделка в памет на жертвите след конкретни инциденти.